# Marcos Nóbile
Marcos Leonardo Nóbile (n. Córdoba, Córdoba, Argentina, 28 de agosto de 1973) es un ex-baloncestista profesional argentino que se desempeñaba en la posición de alero. Su última actividad profesional fue como reemplazo por lesión en el club Gimnasia y Esgrima de la ciudad de Comodoro Rivadavia, participante de la Liga Nacional de Básquet, máxima división de baloncesto de Argentina.

## Carrera
Inició su carrera profesional como baloncestista en Asociación Deportiva Atenas, club de la ciudad en la que nació, siendo su primer partido el 26 de enero de 1990 frente a Olimpo de Bahía Blanca . Junto a este equipo logró los campeonatos de las temporadas 1990 y 1991-92, así como dos títulos internacionales, ambos correspondientes al Campeonato Sudamericano de Clubes Campeones, en las ediciones de 1993 y 1994.
En el año 1995, se unió al club Luz y Fuerza de Posadas, recién ascendido del Torneo Nacional de Ascenso. El equipo logró un noveno puesto en su primera temporada en la LNB pero decidió desertar el siguiente torneo. Marcos recaló en el club Gimnasia y Esgrima, participante de la LNB y en 51 partidos promedió 17,1 puntos.
A continuación disputó una temporada en los equipos: Club Atlético Peñarol (Mar del Plata), Olimpia de Venado Tuerto y Boca Juniors, participando por primera vez en la Liga Sudamericana de Clubes 2000 junto a este último club. Ese mismo año, se dio su regreso a Gimnasia y Esgrima, donde obtuvo el segundo puesto en la Liga Sudamericana de Clubes al perder por 3-1 en la serie final frente a Estudiantes de Olavarría.
A principios de 2002 se dirigió a España, donde jugó en dos clubes de la LEB; el primero de ellos fue el Baloncesto León donde disputó 15 partidos y promedió 10,7 puntos y 3,2 rebotes. A mitad de año, fichó por el Alerta Cantabria Lobos donde disputó 29 partidos y solo promedió 3 puntos por partido. Tras su paso por Europa, decidió regresar a Gimnasia y Esgrima , disputando una última temporada como profesional en el club y concretando su retiro. 
Sin embargo, Nóbile no se alejó por completo del baloncesto. Decidió permanecer en la ciudad de Comodoro Rivadavia e integró los planteles de Federación Deportiva y Club Náutico de Rada Tilly. En el año 2009, formó parte del combinado de la provincia de Chubut para participar en el 75° Campeonato Argentino de Mayores, desarrollado en la ciudad de Salta, junto a jugadores como Nicolás De Los Santos y Diego Romero. El equipo logró el tercer puesto tras vencer al seleccionado de Capital Federal por 85-79 con 9 puntos de Nóbile. En el año 2011 fue convocado por el seleccionado argentino C para el XI Campeonato Mundial de Máxibásquetbol disputado en Natal, Brasil, en la categoría para jugadores de más de 35 años. El equipo logró coronarse campeón del certamen tras vencer al seleccionado A de Brasil por 92 a 87. Uno de sus compañeros fue Gabriel Cocha, campeón de la temporada 2005-2006 de la Liga Nacional junto a Gimnasia y Esgrima.

### Regreso al profesionalismo
El 9 de enero de 2013 se confirmó la incorporación de Marcos Nóbile al plantel profesional de Gimnasia y Esgrima, que se encontraba bajo la dirección técnica de Miguel Volcán Sánchez. Esto significó el retornó de Nóbile a la máxima división del basquetbol argentino después de 9 años. Su vuelta se debió al alejamiento de Fabricio Vay de las filas del club, quién se encontraba como reemplazo del lesionado Roberto Gabini. Dos días antes, Nóbile había sido convocado como sparring para la pretemporada del club, siendo finalmente confirmado como ficha del mismo.
Tras dos partidos de local y dos de visitante en el banco de suplentes, Marcos tuvo la posibilidad de volver a pisar la cancha el viernes 1 de febrero de 2013 en el Estadio Socios Fundadores y frente a su público. Su retorno se dio en el marco de una victoria frente al Club Deportivo Libertad por 99-79, partido correspondiente a la segunda fase de la liga en el cual Marcos hizo su ingreso en el último cuarto, convirtiendo un doble y siendo vitoreado por todo el público local presente en el estadio.

## Selección nacional
En el año 1992 participó en el Sudamericano Juvenil representando a Argentina. El mismo consistió en la decimotercera edición y se desarrolló en la ciudad de Guayaquil, Ecuador. Su equipo, bajo la dirección técnica de Guillermo Vecchio, consiguió el subcampeonato tras perder ante Brasil 95-97. Nóbile fue el máximo anotador del equipo convirtiendo 130 puntos.
Debutó con la selección de básquetbol de Argentina en el Campeonato Sudamericano de Baloncesto de 1997, disputado en Maracaibo, Venezuela, donde su selección finalizó en el cuarto puesto.

## Trayectoria
| Temporada | Equipo                                  | País      | Liga |
| 1990      | Asociación Deportiva Atenas             | Argentina | LNB  |
| 1990-91   | Asociación Deportiva Atenas             | Argentina | LNB  |
| 1991-92   | Asociación Deportiva Atenas             | Argentina | LNB  |
| 1992-93   | Asociación Deportiva Atenas             | Argentina | LNB  |
| 1993-94   | Asociación Deportiva Atenas             | Argentina | LNB  |
| 1994-95   | Luz Y Fuerza de Posadas                 | Argentina | LNB  |
| 1995-96   | Luz Y Fuerza de Posadas                 | Argentina | LNB  |
| 1996-97   | Gimnasia y Esgrima (Comodoro Rivadavia) | Argentina | LNB  |
| 1997-98   | Peñarol de Mar del Plata                | Argentina | LNB  |
| 1998-99   | Olimpia de Venado Tuerto                | Argentina | LNB  |
| 1999-00   | Boca Juniors                            | Argentina | LNB  |
| 2000-01   | Gimnasia y Esgrima (Comodoro Rivadavia) | Argentina | LNB  |
| 2001-02   | Gimnasia y Esgrima (Comodoro Rivadavia) | Argentina | LNB  |
| 2001-02   | Baloncesto León                         | España    | LEB  |
| 2002-03   | Alerta Cantabria Lobos                  | España    | LEB  |
| 2003-04   | Gimnasia y Esgrima (Comodoro Rivadavia) | Argentina | LNB  |
| 2012-13   | Gimnasia y Esgrima (Comodoro Rivadavia) | Argentina | LNB  |

## Palmarés

### Campeonato Nacionales
| Título                   | Club                        | País      | Año     |
| ------------------------ | --------------------------- | --------- | ------- |
| Liga Nacional de Básquet | Asociación Deportiva Atenas | Argentina | 1990    |
| Liga Nacional de Básquet | Asociación Deportiva Atenas | Argentina | 1991-92 |

### Campeonatos internacionales
| Título                  | Club                        | País      | Año  |
| ----------------------- | --------------------------- | --------- | ---- |
| Campeonato Sudamericano | Asociación Deportiva Atenas | Argentina | 1993 |
| Campeonato Sudamericano | Asociación Deportiva Atenas | Argentina | 1994 |

### Menciones personales
- Jugador de Mayor Progreso de la LNB: 1995-96.